# 拉热杜
拉热杜是巴西伯南布哥州的一个市镇。总面积208.94平方公里，总人口33443人，人口密度160.1人/平方公里。